# Островския
Островския (лат. Ostrowskia) — монотипный род двудольных растений семейства Колокольчиковые (Campanulaceae), включающий вид Островския великолепная, или Островския величественная (лат. Ostrowskia magnifica Regel).
Род выделен немецко-российским ботаником Эдуардом Людвиговичем Регелем в 1884 году и назван в честь Михаила Николаевича Островского.
Островския великолепная — среднеазиатский реликт. Сам род занимает довольно обособленное положение в рамках колокольчиковых; некоторые исследователи даже предлагают выделить его в отдельное подсемейство Ostrowskioideae.

## Распространение и среда обитания

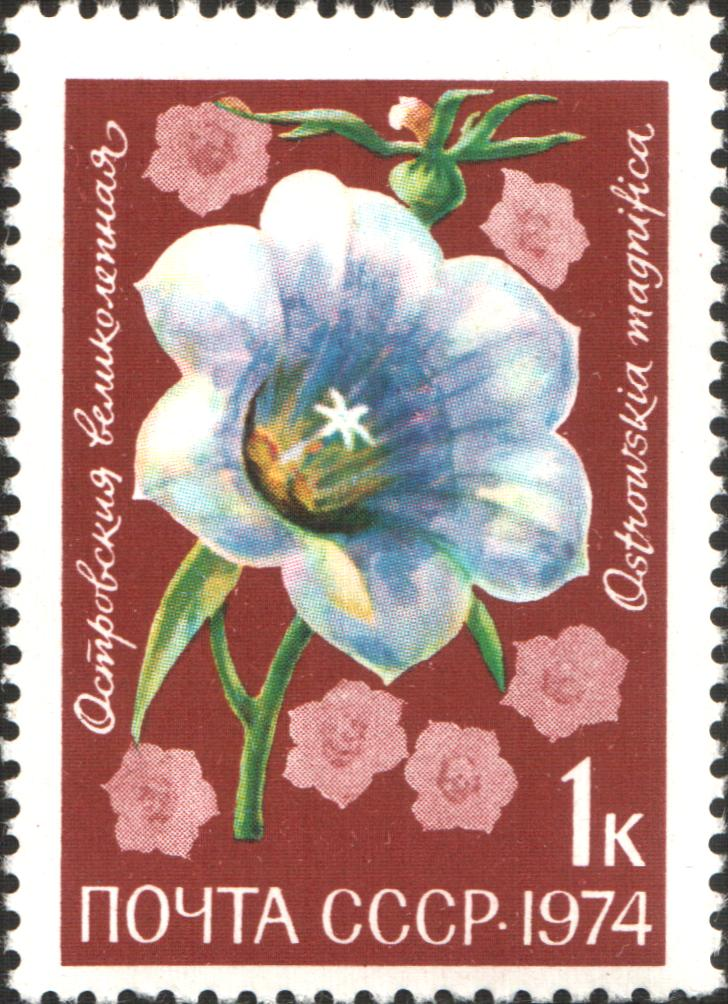
Советская почтовая марка с изображением островскии великолепной (1974)

Известны из Памиро-Алая, Угамского хребта в Тянь-Шане и с севера Афганистана. Данные по ареалу могут разниться в зависимости от источника.
Растут среди кустарников на лесных и гористых участках.

## Общая характеристика
Медленно растущие многолетние растения.
Стебель голый, длиной до 100—180 см.
Листья голые, зубчатые, продолговато-яйцевидной формы, собраны в мутовки по 2—5 в каждой.
Соцветие — терминальная метёлка, несёт до 30 крупных цветков белого, светло-голубого или (редко) фиолетового цвета; цветоножка длинная.
Плод — коробочка.
Цветут с мая (в предгорьях) и июня по июль (в горах), плодоносят в августе и сентябре.

## Значение
Культивируются в ботанических садах в Центральной Азии, а также за её пределами. В условиях культуры зацветают через четыре — пять лет после прорастания семян.

## Охранный статус
Островския величественная считается редким видом; она занесена в Красные книги Казахстана, Таджикистана и Узбекистана, а ранее включалась также в Красную книгу СССР.